# Brit katonák 2007-es iráni foglyul ejtése

Az elfogott katonák az iráni Al-Alam televíziócsatornán.

A brit katonák 2007-es iráni foglyul ejtése 2007. március 23-án történt meg, amikor is a Brit Királyi Haditengerészet 15 tagját, akik HMS Cornwall korvetten szolgáltak, elfogták az Iráni Hadsereg katonái az Irak és Irán közötti határszakaszon. A 15 foglyot 2007. április 4-én engedték szabadon. A 8 matrózból és 7 tengerészgyalogosból álló csapat felfújhatós csónakján egy autócsempész hajója után kutatott, amikor 10:30-kor iraki idő szerint (iráni idő szerint 11:00-kor) körülvette őket két hajó, és további hat segédkezett a tengerészek elfogásában. A foglyul ejtés után azonnal egy teheráni bázisra vitték őket kihallgatásra.
Heves diplomáciai törekvések történtek a katonák szabad engedésére. 2007. március 28-án a világ televíziós csatornái egy Irán által kiadott videószalagot mutattak be, amelyen a tengerészek közül szerepeltek néhányan. Ebben a haditengerészet matróza, Faye Turney nyilatkozatát is tartalmazta egy kényszerből írt levéllel együtt, melyekben elnézést kért a britek betöréséért az iráni vizekre. Két nap múlva egy iráni televízió egy hosszabb videófelvételt is bemutatott, melyen 3 foglyul ejtett brit katona szerepelt két további levéllel, amely szintén Faye Turneynek tulajdonítható, és amely ismét megerősítette azt, hogy a katonák Irán felségterületein jártak. Irán kijelentette, hogy egy esetleges hivatalos brit bocsánatkérés elősegítené a katonák szabadon engedését.